# NBA All-Star Game 2016
Das NBA All-Star Game 2016 war die 65. Auflage des All-Star Games der NBA und wurde im Rahmen des All-Star Weekends am 14. Februar 2016 im Air Canada Centre in Toronto ausgetragen, der Heimstätte der Toronto Raptors.

## Trainer
Die Head Coaches der beiden Teams wurden traditionell von den beiden besten Mannschaften der jeweiligen Conference gestellt. Da Steve Kerr von den Golden State Warriors bereits im Vorjahr als Head Coach für die Western All-Stars fungierte, und daher nicht als Head Coach beim All-Star Game in Toronto an der Seitenlinie tätig sein durfte, und auch sein Co-Trainer Luke Walton, der bis im Januar als Interims-Headcoach tätig war, nicht berücksichtigt wurde, wurde Gregg Popovich, Trainer der San Antonio Spurs, zum vierten Mal zum Cheftrainer der Western All-Stars ernannt.
Im Osten wurde Tyronn Lue von den Cleveland Cavaliers zum Head Coach ernannt und das, obwohl er zum Zeitpunkt der Bekanntgabe erst drei Spiele der Head Coach der Cavs war, bei welchen er den entlassenen David Blatt abgelöst hat.

## Kader
Die Starter des All-Star Games wurden von den Fans in einem Internetvoting gewählt. Dabei gelang es Kobe Bryant in seiner letzten NBA-Saison das Voting anzuführen und wurde somit in sein 18. und letztes All-Star Game gewählt. Die Ersatzspieler wurden von den 15 Head Coaches ihrer jeweiligen Conference gewählt. Dabei durften die Trainer nicht für ihre eigenen Spieler stimmen. Außerdem mussten sie zwei Backcourt, drei Frontcourt, sowie zwei positionsunabhängige Spieler wählen.
| Pos.          | Spieler           | Mannschaft            | Nominierung | Stimmen   |
| Starter       | Starter           | Starter               | Starter     | Starter   |
| ------------- | ----------------- | --------------------- | ----------- | --------- |
| G             | Stephen Curry     | Golden State Warriors | 3.          | 1.604.325 |
| G             | Russell Westbrook | Oklahoma City Thunder | 5.          | 772.009   |
| F             | Kobe Bryant       | Los Angeles Lakers    | 18.         | 1.891.614 |
| F             | Kawhi Leonard     | San Antonio Spurs     | 1.          | 782.339   |
| F             | Kevin Durant      | Oklahoma City Thunder | 7.          | 980.787   |
| Ersatzspieler |                   |                       |             |           |
| PG            | Chris Paul        | Los Angeles Clippers  | 9.          | 624.334   |
| PG            | James Harden      | Houston Rockets       | 4.          | 430.777   |
| SG            | Klay Thompson     | Golden State Warriors | 2.          | 555.513   |
| PF            | Draymond Green    | Golden State Warriors | 1.          | 726.616   |
| PF            | Anthony Davis     | New Orleans Pelicans  | 3.          | 400.688   |
| PF            | LaMarcus Aldridge | San Antonio Spurs     | 5.          | 268.003   |
| C             | DeMarcus Cousins  | Sacramento Kings      | 2.          | 364.270   |

| Pos.          | Spieler         | Mannschaft          | Nominierung | Stimmen   |
| Starter       | Starter         | Starter             | Starter     | Starter   |
| ------------- | --------------- | ------------------- | ----------- | --------- |
| G             | Kyle Lowry      | Toronto Raptors     | 2.          | 646.441   |
| G             | Dwyane Wade     | Miami Heat          | 12.         | 941.466   |
| F             | LeBron James    | Cleveland Cavaliers | 12.         | 1.089.206 |
| F             | Carmelo Anthony | New York Knicks     | 9.          | 567.348   |
| F             | Paul George     | Indiana Pacers      | 3.          | 711.595   |
| Ersatzspieler |                 |                     |             |           |
| PG            | John Wall       | Washington Wizards  | 3.          | 368.686   |
| PG            | Isaiah Thomas   | Boston Celtics      | 1.          | 153.642   |
| SG            | DeMar DeRozan   | Toronto Raptors     | 2.          | 444.868   |
| PF            | Paul Millsap    | Atlanta Hawks       | 3.          | 41.654    |
| PF            | Al Horford 2    | Atlanta Hawks       | 4.          | -         |
| C             | Andre Drummond  | Detroit Pistons     | 1.          | 515.296   |
| C             | Pau Gasol 1     | Chicago Bulls       | 6.          | 566.988   |
| Verletzt      |                 |                     |             |           |
| PF            | Chris Bosh      | Miami Heat          | 11.         | 351.420   |
| SG            | Jimmy Butler    | Chicago Bulls       | 2.          | 564.637   |

## Andere Events am All-Star Wochenende

### BBVA Rising Stars Challenge
Neben dem eigentlichen All-Star Spiel findet jährlich auch die Rising Stars Challenge statt. Dabei messen sich die besten Freshmen und Sophomores der NBA. Wie im Vorjahr wurden die Spieler in das Team USA und das Team World eingeteilt. Die Teams wurden angeführt von Karl-Anthony Towns und Jahlil Okafor (Team USA) sowie von Kristaps Porzingis und Andrew Wiggins (Team World). Team USA gewann mit 157:154, Sophomore Zach LaVine (30 Punkte) von den Minnesota Timberwolves wurde zum MVP des Spiels gewählt.

### Foot Locker Three-Point Contest
Beim All-Star Game messen sich die besten Scharfschützen der Liga. Neben Vorjahressieger Stephen Curry nahmen auch Klay Thompson, James Harden, Kyle Lowry, C. J. McCollum, Khris Middleton, Devin Booker und J. J. Redick teil. Der Titel ging an Klay Thompson, der sich im Finale gegen seinen Mannschaftskollegen Stephen Curry sowie den Rookie Devin Booker durchsetzen konnte.

### Verizon Slam Dunk Contest
Im Slam Dunk Contest werden sich die spektakulärsten Teilnehmer messen. Neben Vorjahreschampion Zach LaVine waren dieses Jahr auch Andre Drummond, Will Barton und Aaron Gordon im Wettbewerb vertreten. Am Ende siegte LaVine nach einem Stechen gegen Gordon.

### Taco Bell Skills Challenge
Auch im Jahr 2016 gingen einige der besten Allrounder in der Skills Challenge an den Start. Aber im Vergleich zu den Vorjahren gab es eine wichtige Änderung, denn es nahmen zwei Teams aus jeweils 4 Guards bzw. 4 Bigmen teil. Der Sieg ging an Rookie Karl-Anthony Towns, der sich im Finale gegen Isaiah Thomas durchsetzte.